# Stazione di Hwajeon
La stazione di Hwajeon (화전역 - 花田驛, Susaeng-nyeok ) è una stazione ferroviaria della città di Goyang, nella regione del Gyeonggi-do, in Corea del Sud, situata nel quartiere di Deogyang-gu. Presso la stazione passano i treni del servizio suburbano della linea Gyeongui.

## Linee e servizi
Korail
■ Linea Gyeongui (Codice: K318)

## Struttura
La stazione è dotata di un marciapiede a isola e uno laterale, con quattro binari totali. Uno dei binari è servito da una banchina per lato, e quindi il conteggio totale dei binari è di 4. I binari sono collegati a due mezzanini tramite un sottopassaggio, e una delle due uscite porta al campus dell'Università aerospaziale della Corea.
| 1 | ■ Linea Gyeongui         | per Digital Media City, Sinchon e Seul             |
| 2 | ■ Linea Gyeongui         | per Ilsan, Daegok e Munsan provenienti da Seul     |
| 3 | ■ Linea Gyeongui/Yongsan | per Digital Media City, Gongdeok e Yongsan         |
| 4 | ■ Linea Gyeongui         | per Ilsan, Daegok e Munsan provenienti da Gongdeok |

## Stazioni adiacenti
| «                               | Servizio       | »              |
| Linea Gyeongui                  | Linea Gyeongui | Linea Gyeongui |
| ------------------------------- | -------------- | -------------- |
| Susaek                          | Locale         | Haengsin       |
| L'espresso A/B/Daegok non ferma |                |                |